# Secinaro
Secinaro (Secinere in dialetto locale) è un comune italiano di 296 abitanti della provincia dell'Aquila in Abruzzo. Fa parte della comunità montana Sirentina, della quale è sede. Il suo territorio ricade all'interno del parco naturale regionale Sirente-Velino.

## Geografia fisica

### Territorio

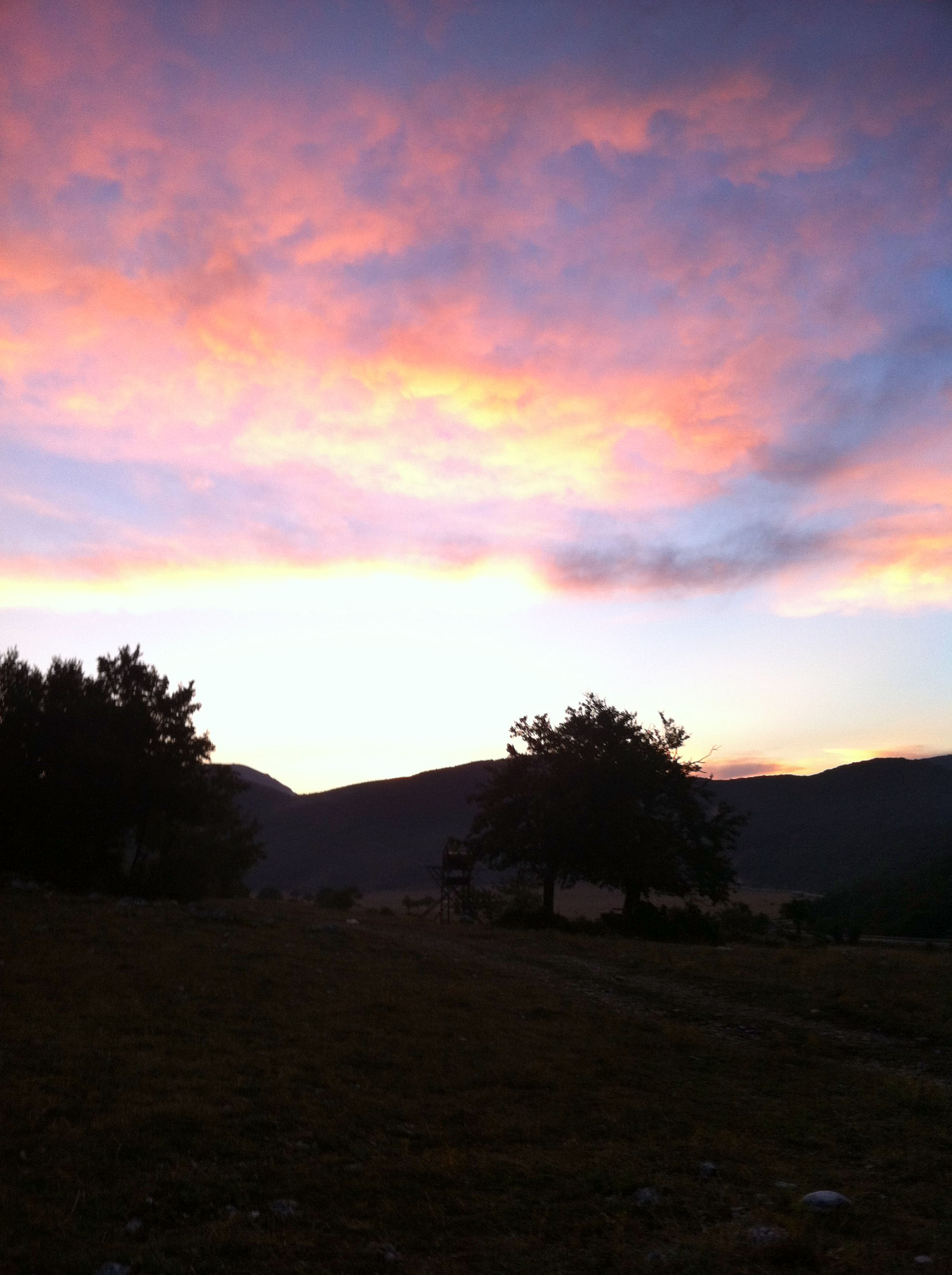
Tramonto sui Prati del Sirente

Centro agricolo della Valle Subequana, addossato alle pendici nord-orientali del monte Sirente, interrotto a mezza costa da un vasto altipiano carsico (Prati del Sirente), lungo una strada (S.P. 11 Sirentina) che sale al vicino altopiano delle Rocche. L'abitato digrada verso il solco inciso da un subaffluente di destra dell'Aterno.
Il suo territorio è tornato di recente alla ribalta per via di un "campo di crateri" a cui si attribuisce un'origine meteoritica. Il più grande dei crateri misura 140 metri di diametro e ospita un lago; l'origine del campo di crateri è ancora controversa in quanto alcuni studiosi ritengono che il lago sia di origine antropica e che si tratti di un abbeveratoio per greggi, altri che sia di origine vulcanica. 
Le altre strutture, con diametri decrescenti dai 20 metri ai 2 metri, sono totalmente colmate e normalmente invisibili, possono essere viste solo al momento dello scioglimento delle nevi con un'illuminazione solare radente. Di certo il laghetto non è una struttura carsica e la sua formazione in epoca storica è confermata anche dai test al radiocarbonio, ma sono ancora necessari studi geologici per accertare l'origine di tutte le strutture. A giudizio del filologo Felice Santarelli, il toponimo "Secinaro" deriverebbe da Cecina-ara nel senso di altare dedicato alla dea Cecina, ma la tradizione orale del luogo fa invero riferimento ad una dea "Secina" o "Sicinna".

## Storia

### Preistoria e periodo italico

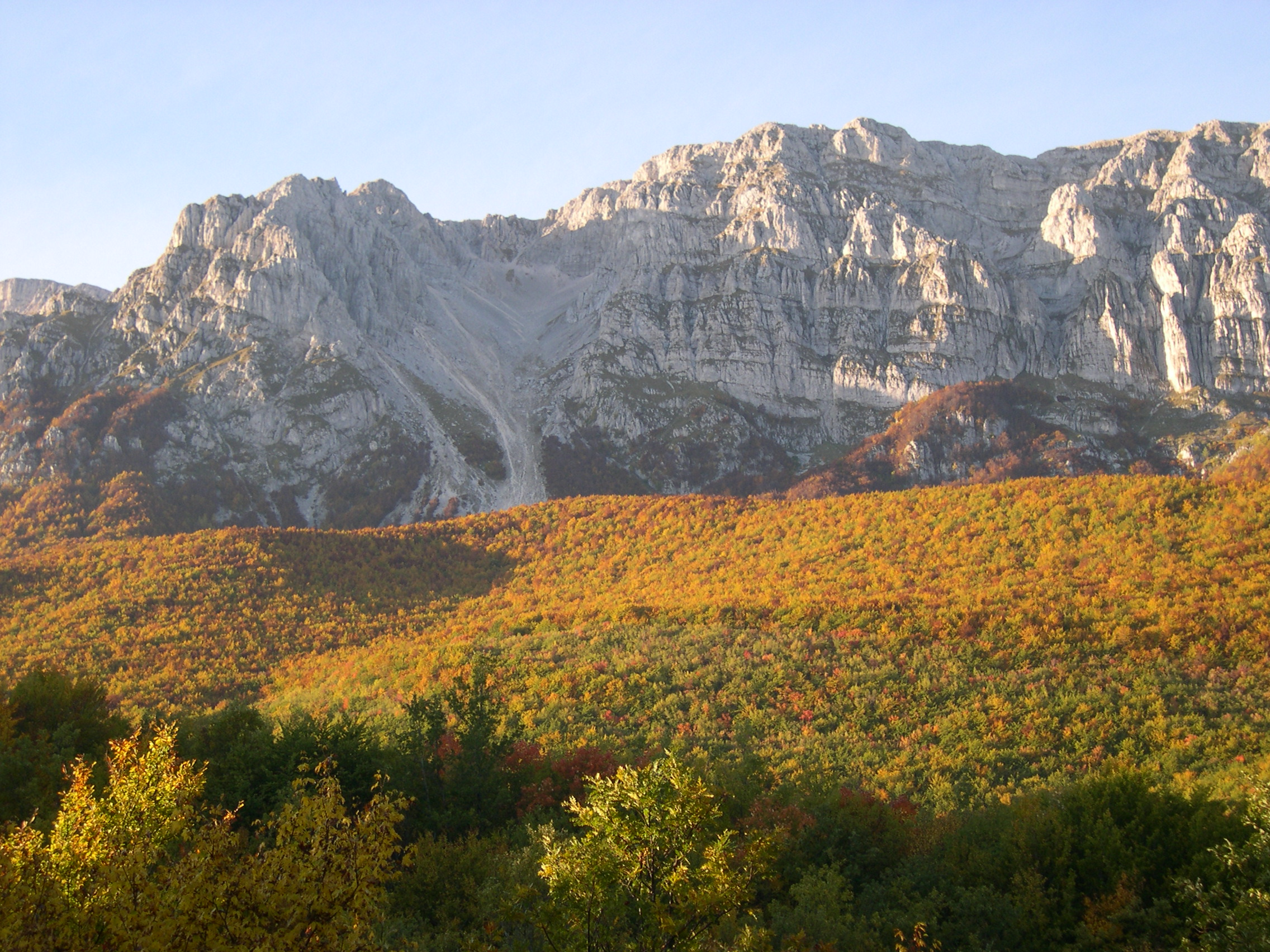
Monte Sirente, particolare della parete nord-est, nei pressi dei Prati del Sirente

I reperti più antichi datano al Paleolitico superiore e precedono, in ordine cronologico, quelli dell'età del Rame e del Ferro. Gli scavi tuttora in corso in contrada Cerrenzana, lungo la provinciale per Castelvecchio Subequo, hanno ad esempio restituito un sito archeologico in cui sono riemersi tre differenti livelli stratigrafici corrispondenti ad altrettante epoche dell'antichità:
- età calcolitica: vasi di ceramica impressa, pesi per reti da pesca e punte di freccia;
- età del Ferro: frammenti di un disco di bronzo traforato di stile ellenistico;
- periodo italico: tomba bisoma a fossa circondata da sepolture neonatali sottocoppo.[4]

I reperti di epoca italica sono assai più numerosi. Alcuni tra essi si trovano nel Museo Nazionale dell'Aquila e in quello di Chieti; quel poco che resta dei reperti conservati a Secinaro è collocato in un vasto ambiente ricavato, originariamente come autorimessa, dall'antico ossario della chiesa parrocchiale di San Nicola. Il territorio di Secinaro, analogamente al resto della Valle Subequana, si trovava anticamente attestato nell'area di competenza degli antichi Peligni Superequani che, a completamento del processo di romanizzazione, venne inclusa nella Regio IV Augustea. Il processo di romanizzazione del territorio ebbe inizio nel IV secolo a.C. con la stipula dei patti paritari tra Roma e le popolazioni italiche, ma giunse a definitivo compimento solo al termine della guerra sociale del I secolo a.C. In tale occasione, dopo la sconfitta della lega italica e la perdita di Corfinium, gli abitanti della Valle Subequana divennero a tutti gli effetti cittadini romani.
Un testo epigrafico del I secolo a.C. proveniente dalla località "La Ira" fa riferimento ad un iter paganicam, probabilmente un antico percorso tratturale che doveva connettere perpendicolarmente il Tratturo Celano-Foggia col Tratturo L'Aquila-Foggia secondo la direttrice Goriano Sicoli-Paganica (Statulae - pagus o vicus Fuficulanus). L'iter in questione fu probabilmente finanziata dai pagi — ciascuno per il proprio tratto di competenza territoriale — in cambio di una parte dei proventi della transumanza che il fisco di Roma riscuoteva nei pressi di Peltuinum (Prata d'Ansidonia) in occasione del censimento annuale delle greggi. Probabilmente i pagi contribuivano a convogliare le greggi nel punto censuario affinché i pastori transumanti non potessero esimersi dal pagar dazio ai Romani e questi ultimi remuneravano forse l'investimento dei pagi con una compartecipazione al gettito erariale sulla base del numero di capi transitati. Appare quantomeno suggestiva una lettura in questo senso della locuzione "ex p[ecunia] s[ua]" che compare nel cippo secinarese anziché immaginare una "p[agi] s[ententia]" che non sembra oltretutto costituire provvedimento amministrativo tipico dei pagi superequani.
Dal testo dell'iscrizione si evince che l'opera fu curata da un collegio di tre magistri. Un'altra epigrafe secinarese riferisce di una fontana collaudata da un collegio di tre edili.
L'esegesi delle fonti epigrafiche superequane induce a sospettare che le magistrature italiche abbiano cessato le loro funzioni a partire dalla metà del I secolo a.C., in concomitanza con l'istituzione del municipium romano di Superaequum, per essere sostituite dai duoviri di diritto romano. L'istituzione del municipium rappresenta la tappa finale di un lunghissimo processo di romanizzazione che ebbe inizio verso la fine del V secolo d.C.. Tale processo subì un'accelerazione improvvisa in concomitanza con la fine della seconda guerra Sannitica, episodio militare in cui i Romani compresero a pieno l'importanza del controllo militare dell'Abruzzo interno per un disegno di egemonia peninsulare.

### Età romana

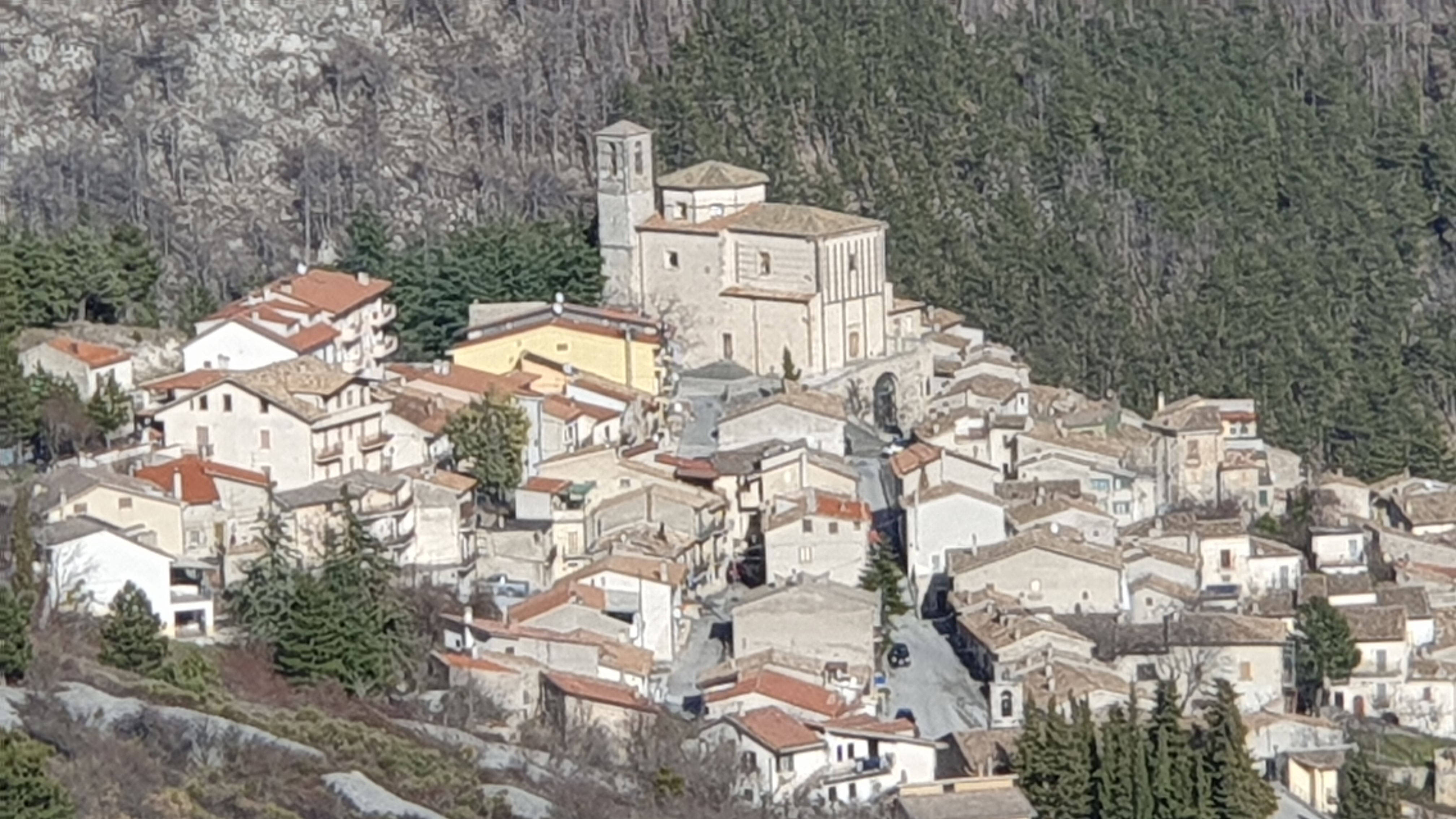
Panorama del centro storico

La tradizione letteraria vuole che i resti del municipium siano da ubicare sul pianoro di Macrano in Castelvecchio Subequo. Lo stato delle conoscenze attuali non consente un'ubicazione precisa di "Superaequum" e basti pensare che resti completi di cinte murarie, reti fognarie o altri indizi utili a localizzare e circoscrivere il presunto nucleo urbano del municipium non sono ancora tornati alla luce. Macrano è la località in cui sono tornate alla luce iscrizioni relative al pagus Vecellanus (dunque un insediamento che gli stessi Romani definiscono pagus in una pubblica iscrizione di età municipale).
Troviamo i Superequani attestati epigraficamente in tre iscrizioni (due localizzate in Castelvecchio Subequo e una in Secinaro). Il testo dell'iscrizione secinarese menziona la civitatis superaequanorum. Il processo di municipalizzazione di Superaequum si realizzò nella tarda età cesariana se non augustea e, comunque, più tardi rispetto ai due municipi peligni di Corfinium e Sulmo. L'argomento principale a favore di una ritardata municipalizzazione di Superaequum è costituito da una serie di iscrizioni localizzate nei territori di Castel di Ieri, Castelvecchio Subequo, Gagliano Aterno e Molina Aterno in cui risulta attestata la presenza di duoviri municipali (il duovirato è la forma di governo tipica dei municipia creati dopo la riforma amministrativa di Giulio Cesare).. 
Il testo di un'iscrizione secinarese menziona i quattruoviri, magistrati di diritto romano notoriamente attestati a Corfinium e Sulmo ma assenti a Superaequum (non a caso Mommsen sospettava che l'iscrizione in questione fosse giunta a Secinaro da Corfinio).
Alcuni autori contemporanei, partendo dal presupposto che l'iscrizione secinarese data al periodo di Aureliano, hanno immaginato che il quattuorvirato possa essersi sostituito al duovirato nella tarda età imperiale. Cosicché non vi sarebbe necessità di espungere l'iscrizione secinarese dal corpus delle iscrizioni latine di Superaequum.
Non mancano reperti che tradiscono possedimenti territoriali della stessa casa imperiale. Un'iscrizione latina proveniente da contrada "La Ira" in Secinaro è dedicata a Scribonia, seconda moglie dell'imperatore Ottaviano Augusto da lui stesso ripudiata dopo la nascita di Giulia. L'imperatrice Livia, raffigurata con acconciatura classicheggiante, è raffigurata in una scultura che potrebbe provenire, stando alla tradizione popolare, da un arco situato al passo di Forca Caruso. A questo stesso arco leggendario, topograficamente collocabile lungo la linea di confine tra Peligni e Marsi, sarebbe da riferire la testa marmorea dell'imperatore Tiberio, scultura che i frati di Castelvecchio Subequo hanno custodito nel chiostro del convento di S. Francesco fino a pochi decenni or sono. Particolarmente interessante è anche la statua (ormai scomparsa ma simile a quella dell'Augusto loricato proveniente dalla Villa di Livia in Prima Porta e custodita oggi nei Musei Vaticani) che raffigura il cavaliere Caio Scaefio Pollio, prefetto quinquennale e militare inviato da Tiberio a Superaequum per trasformare la Valle Subequana nella fucina della cavalleria romana.

### Medioevo e Rinascimento

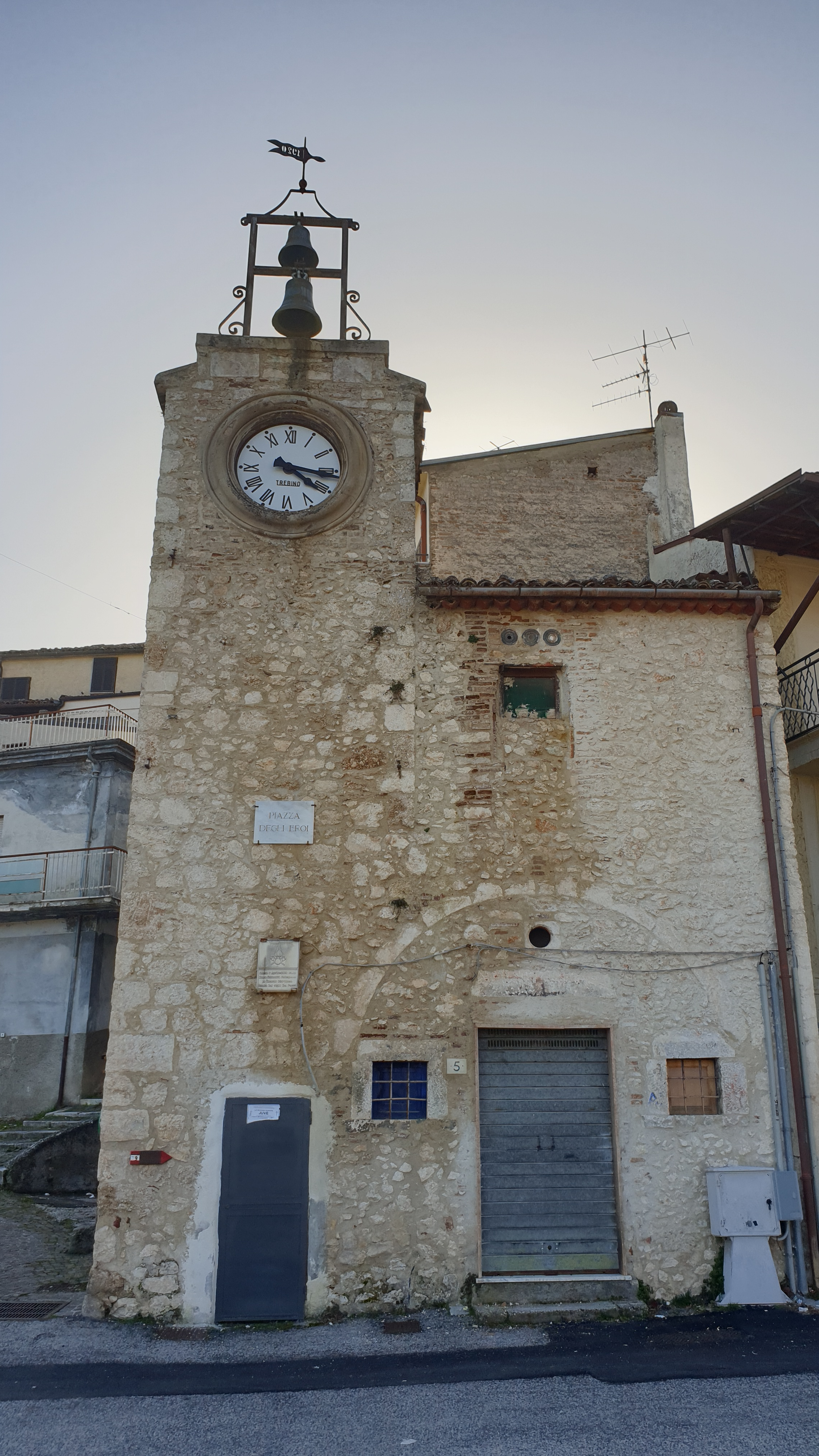
Torre del municipio

Dopo il crollo dell'Impero mancano informazioni sugli sviluppi di questa zona e l'ultima testimonianza in ordine di tempo prima del Medioevo è rappresentata dalla piccola catacomba cristiana di Castelvecchio Subequo edificata nel IV secolo d.C. Allo stesso secolo data anche un piatto di lenticchie carbonizzato, indizio eloquente di un pasto preparato e mai più consumato, che rappresenta l'ultima testimonianza del vicus di contrada Campo Valentino a Molina Aterno. A partire dalla fine del IV secolo d.C. si assiste all'abbandono dei pagi e dei vici superequani da parte delle rispettive comunità locali. Al IV-V secolo d.C. data inoltre l'origine dell'ormai celebre "formazione geologica" ubicata sui "Prati del Sirente" che, dopo aver sonnecchiato nell'indifferenza generale per lunghissimo tempo, è finita improvvisamente al centro di un'accesa disputa accademico-mediatica intorno alla sua natura.
Tra la fine del IV e gli inizi del V secolo d.C. il territorio della Valle Subequana entrò nella diocesi di Valva, diocesi che confluirà nel Ducato di Spoleto a seguito dell'occupazione longobarda dell'Abruzzo. L'Alto Medioevo è un periodo caratterizzato da un buio storico piuttosto fitto. Troviamo a Secinaro un piccolo nucleo stanziale in contrada Castello (dove sorge l'attuale chiesa di San Nicola di Bari) e un secondo villaggio in pietra nei pressi dell'attuale località La Villa (trattasi della medioevale Longanum). Sappiamo che la Bolla Corografica di papa Onorio III risalente al 1223 riporta i nomi di due centri abitati in questo territorio: Secenalis e Longanum e che la successiva bolla di Lucio III menziona nove chiese in "Secenaro": S. Marie de Rosis, S. Nicolai, S. Egidii, S. Juste, S. Quirici, S. Johannis, S. Gregorii, S. Theodori e S. Marie. Quest'ultima, in particolare, potrebbe coincidere con la chiesetta di Santa Maria della Valle, il cui rudere è tuttora visibile in località La Villa e al cui interno si possono osservare tracce di un affresco distrutto a colpi di piccone probabilmente dagli Iconoclasti.
Le successive notizie scritte datano al 1076, anno in cui il conte valvense di Gagliano Teodino donò al monastero di Farfa il suo feudo di Secinaro unitamente a quelli di Cocullo, Molina Aterno e Goriano Valli (all'epoca Goriano Valli costituiva frazione di Molina Aterno). Nel XII secolo, in epoca normanna, il territorio entrò a far parte del regno di Sicilia. Dopodiché le vicende storiche si susseguono in modo convulso e disordinato. Nel 1111 era Signore di Sesenale tal Berardo figlio di Rainaldo, presente ad una convenzione tenutasi in questo anno nell'Isola della Pescara presso il monastero di San Clemente a Casauria per ridefinirne le competenze territoriali e probabilmente qui convocato in quanto legato alla dinastia del Conti di Valva di cui doveva essere consanguineo. Nel 1143 Rainaldo Berardi conte di Celano, figlio di Crescentius, avendo riconosciuta la sovranità di re Ruggiero, fu nominato titolare della nuova contea di Celano e divenne dunque feudatario anche di Secinaro. Nel 1173 nel Catalogo dei Baroni compilato sotto re Guglielmo, si dice che Rainaldo  Berardi conte di Celano avesse concesso in feudo al fratello Ruggiero Goriano di Valva e "Sichenale". Sotto il regno di Federico II, il quale fece costruire l'acquedotto medioevale di Sulmona e fondò la città di Aquila, non si hanno notizie riguardanti il territorio di Secinaro. Apprendiamo invece che nel 1332 il castello di Secenale divenne feudo dei Berardi Conti di Celano, andando in assegnazione a Ruggero II, figlio di Tommaso Berardi e di Isabella. Nel 1391 Antonio, figlio di Ruggiero II Berardi, usurperà al padre la contrada Castello di Secinaro con le relativa fortezza.
Nel 1451, sotto Lionello Accorciamuro (marito di Iacovella contessa di Celano), "Secenara" faceva ancora parte della contea di Celano e nel 1484 Restaino IV Cantelmo, per la sua fedeltà alla corona, ricevette dal re Ferdinando la nomina di Giustiziere della Terra di Secinaro. Sappiamo inoltre che nel 1496 gli abitanti di Secinaro chiesero e ottennero da Ferdinando I d'Aragona la liberazione, senza pagamento, dei prigionieri fatti nei tempo delle ribellioni del Regno. Nel 1492, da una lettera al duca di Amalfi, si apprende che il conte di Celano dovette intervenire per sopire le rappresaglie intercorse tra le genti di Goriano Valli e quelle di Secinaro. Tali sconfinamenti avvennero probabilmente durante l'estate, quando il laghetto di Tempera situato in territorio di Goriano Valli rimane solitamente a secco d'acqua e gli armenti giungono ad abbeverarsi nella località chiamata L'Acqua, situata a ridosso dell'attuale Chalet di Secinaro. Nel 1505 si registra una nuova lite con gli abitanti di Gagliano, lite avviata dai Secinaresi per vedersi garantito l'accesso agli abbeveratoi ubicati nella piana di Canale. Costanza Piccolomini, duchessa di Amalfi, si preoccupò in prima persona di risolvere la controversia insorta tra i suoi vassalli e suggerì di comporre la questione in modo pacifico all'interno di un collegio a composizione paritaria. Il collegio riconobbe ai secinaresi il diritto di continuare a transitare nella piana di Canale "come per il passato" ma con "le sole bestie da soma"..
Nel 1527, ai tempi di Carlo V, il comune di Secinaro viene ancora nominato nelle fonti scritte sia come "Secinara" sia come "Secenara". All'epoca si contavano appena 140 fuochi (circa 500 anime) e il castello doveva essere caduto già in rovina per lasciare posto alle fondamenta su cui sarebbe sorta la chiesa di San Nicola di Bari. A giudicare dal portale, l'elemento più antico dell'edificio, è possibile datare la costruzione della chiesa al 1547. All'interno si conserva una croce di rame e argento del secolo XVI e un'iscrizione incisa su legno del medesimo periodo. Poco più in basso, a breve distanza, sorge la piccola chiesa di S. Maria della Consolazione che reca incisa sull'epistilio dell'ingresso frontale la data del 1507. All'interno affreschi cinquecenteschi e una piccola statua rinascimentale in terracotta, che raffigura la Maternità in trono incorniciata dietro l'altare con ghirlande di fiori e frutta.
Dai documenti storici apprendiamo che il 9 novembre 1741 il vescovo di Sulmona, al secolo mons. Corsignani, giunse in visita pastorale a Secinaro dove fu accolto nella parrocchiale di Santa Maria della Consolazione dall'arciprete don Colitti e da altri sei sacerdoti. Nel secolo seguente giunse in visita pastorale il vescovo Mirone, il quale riferì ai fedeli la leggenda della traslazione della Madonna della Consolazione. Secondo questa leggenda, che è stata tramandata oralmente dagli antichi custodi della chiesa, l'edificio di culto sorgerebbe sulle rovine di un antico tempio pagano dedicata alla dea Secina o Sicinna, dove si celebravano riti peccaminosi. In concomitanza con gli studi geologici sul laghetto del Sirente e a seguito dei risultati dei test al radiocarbonio, che collocano la formazione della sua corona circolare tra il IV e il V sec. d.C., la leggenda è stata riletta come possibile testimonianza orale di un impatto meteoritico.

### Simboli
Lo stemma raffigura una torre d'argento affiancata da due spighe di grano. Il gonfalone è un drappo di azzurro con la bordatura di giallo.

## Monumenti e luoghi d'interesse

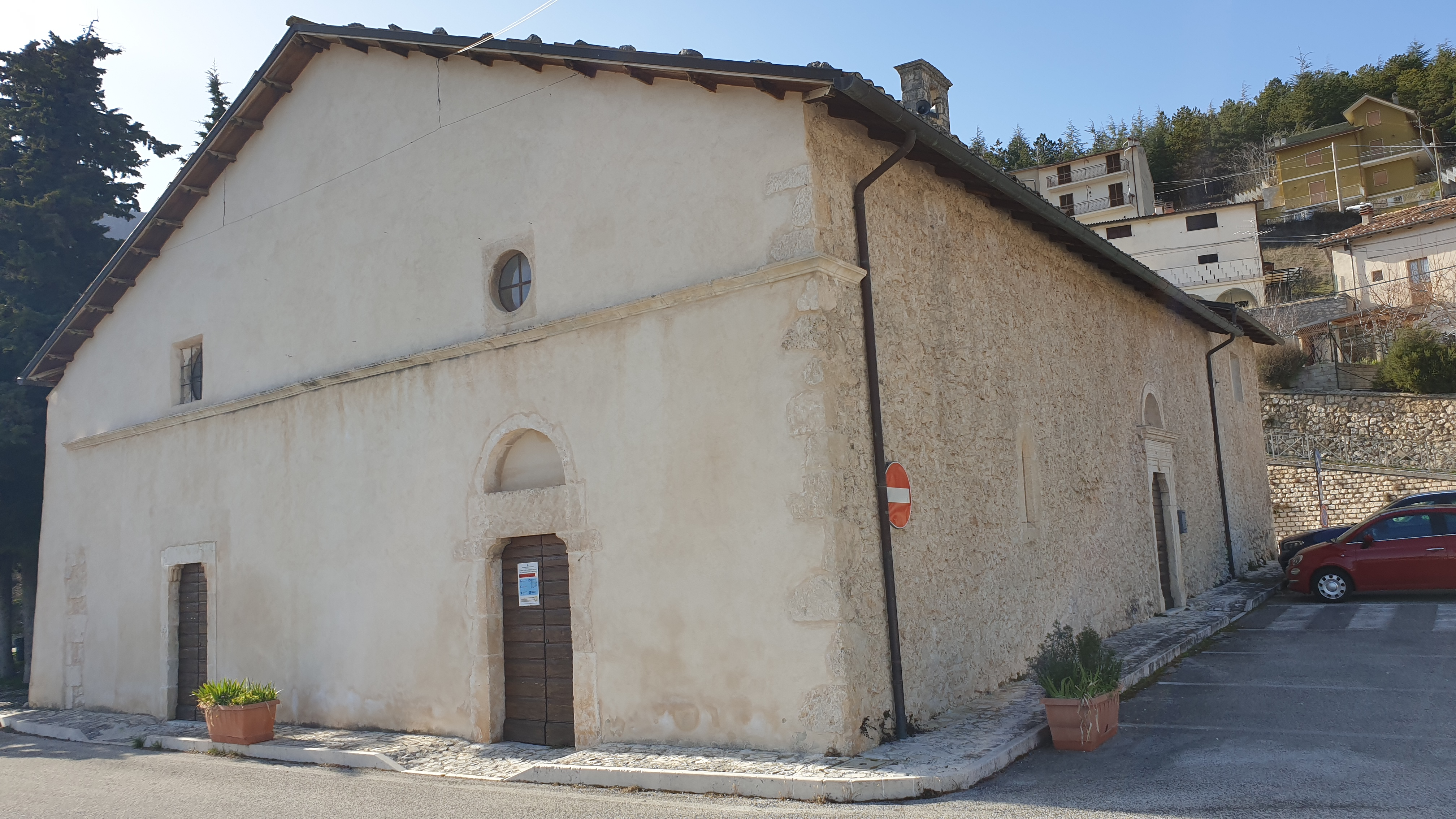
Chiesa di Santa Maria della Consolazione

- Santuario della Madonna della Consolazione (o, secondo l'attestazione degli abitanti del paese, della Madonna delle Grazie): la chiesa sorge sui resti di un tempio della dea Pelina. Sotto il tetto a capriate vi sono due navate, la prima dedicata alla Madonna della Consolazione, mentre l'altra a san Rocco. Il portale laterale del 1503 è in stile rinascimentale. L'interno ospita affreschi del '500. Su una targa posta all'esterno della chiesa si legge che uno di tali affreschi illustra la leggenda secondo la quale la chiesa e la statua della Madonna posta sull'altare sarebbero state portate dagli angeli in un abbagliante fascio di luce per sconfiggere i pagani seguaci della dea Sicina, legata all'impatto della meteorite del Sirente del IV secolo; dell'affresco menzionato nella targa, tuttavia, non vi è al presente traccia alcuna. Nel sacello della chiesa fu rinvenuta una lapide del 271 d.C. con un'epigrafe relativa alla civitas di Superaequum nel territorio di Secinaro:[14]

Lucius Vibius Severus

Aedilis, IIII vir quinquennalis,

splendidus eques Romanus

patronus civitatis Superaequanorum

Item patronus civitatis

Anxatium Frentanorum

Et Peltuinatium Vestinorum

Hic, ob honorem aedilitatis

Luci Vibi Rutili fili sui

Equitis Romani, at deam Pelinam

Primus huic loco

Venationem edidit

Deinceps ludos sollemnes;

Lucius Vibius Neptos filius

Aedilis, IIII vir iure dicundo,

eques Romanus patronus civitatis,

ob nomen fratris sui

titulum publice dicavit.

Aureliano Augusto et Basso

Iterum consulibus,

XVI Kalendas Iunias.
Lucio Vibio Severo

Edile, quattuorvir quinquennale,

illustre cavaliere Romano

patrono della città di Superequo

parimenti patrono della città

degli Anxati Frentani

e di Peltuino dei Vestini

qui, in onore dell'edilità

di suo figlio Lucio Vibio Rutilio

cavaliere Romano, ai piedi della dea Pelina

per primo in questo luogo

organizzò una gara di caccia

successivamente festeggiamenti solenni:

il figlio Lucio Vibìo Nepote

edile, quattuorvir giudice,

cavaliere Romano patrono della Città

in onore di suo fratello

dedicò pubblicamente l'epigrafe.

Aureliano Augusto e Basso

per la seconda volta consoli.

17 maggio 271 d.C.

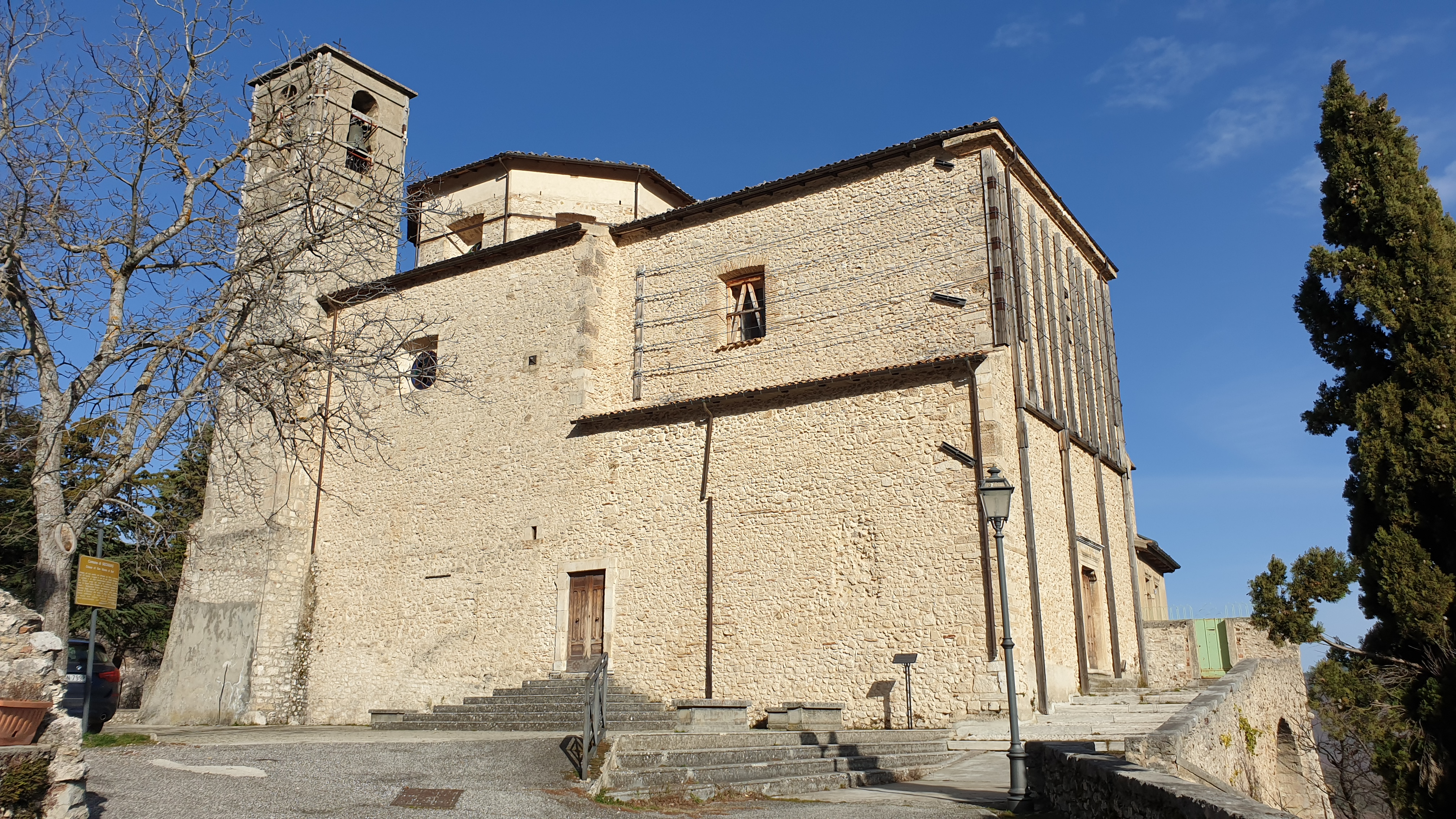
Chiesa di San Nicola

- Chiesa parrocchiale di San Nicola: la chiesa, ad una navata, sorge sui resti del castello medievale del feudo della famiglia Sichenalem, originaria di Rieti. Al suo interno ospita affreschi del '500 ed uno degli organi più antichi della regione. Il portale rinascimentale risale al 1523.[14]
- Torre medievale del municipio
- Monte Sirente
- Altopiano delle Rocche

## Società

### Evoluzione demografica
Abitanti censiti

## Economia
Gli abitanti di Secinaro controllavano le risorse naturali dal monte Sirente e commercializzavano legname, carbone e il ghiaccio finanche nei territori del Lazio, della Puglia e della Campania. Il taglio della legna dai boschi del Sirente e la produzione di carbone attraverso la cottura del legname nelle carbonaie ha costituito un importante settore dell'economia di Secinaro. Il Comune di Secinaro ha inoltre gestito le risorse della Neviera del Sirente in regime di monopolio fino alla metà del Novecento. La concessione ai privati del diritto di taglio del ghiaccio avveniva con procedure ad evidenza pubblica come dimostrano gli atti di natura amministrativa e i contratti di diritto privato tuttora custoditi.
Secinaro vantava anche un'importante tradizione artigianale di ombrellai e vasai fino ad alcuni decenni or sono. A partire dagli anni sessanta-settanta il paese ospita un distretto del settore edile con specializzazione delle maestranze nelle attività di rifinitura, stuccatura e pavimentazione oltre ad attività artigianali di nicchia legate all'indotto.
Attualmente le principali risorse naturali sono l'agricoltura (vite, frumento, mais), la silvicoltura, il commercio del legname e l'allevamento del bestiame. Nel territorio esistono anche vecchie cave di ghiaia ormai in disuso, per le quali si attendono interventi di recupero.

## Amministrazione
| Periodo        | Periodo        | Primo cittadino     | Partito                         | Carica  | Note          |
| -------------- | -------------- | ------------------- | ------------------------------- | ------- | ------------- |
| 27 aprile 1997 | 13 maggio 2001 | Celestino Bernabei  | Lista Civica di Centro-destra   | Sindaco | [ 16 ]        |
| 14 maggio 2001 | 15 maggio 2011 | Giuseppe Colantoni  | Lista Civica                    | Sindaco | [ 17 ] [ 18 ] |
| 16 maggio 2011 | 6 giugno 2016  | Clementina Graziani | Lista Civica Uniti per Secinaro | Sindaco | [ 19 ]        |
| 7 giugno 2016  | "in corso"     | Celestino Bernabei  | Lista Civica                    | Sindaco | [ 20 ]        |